# Pinarella
Pinarella (La Pinarèla in romagnolo) è una frazione del comune di Cervia, nella provincia di Ravenna in Emilia-Romagna. Si sviluppa nella zona sud-orientale del comune ed è caratterizzata da una pineta di 25 ettari che divide l'abitato dalla spiaggia.

## Storia

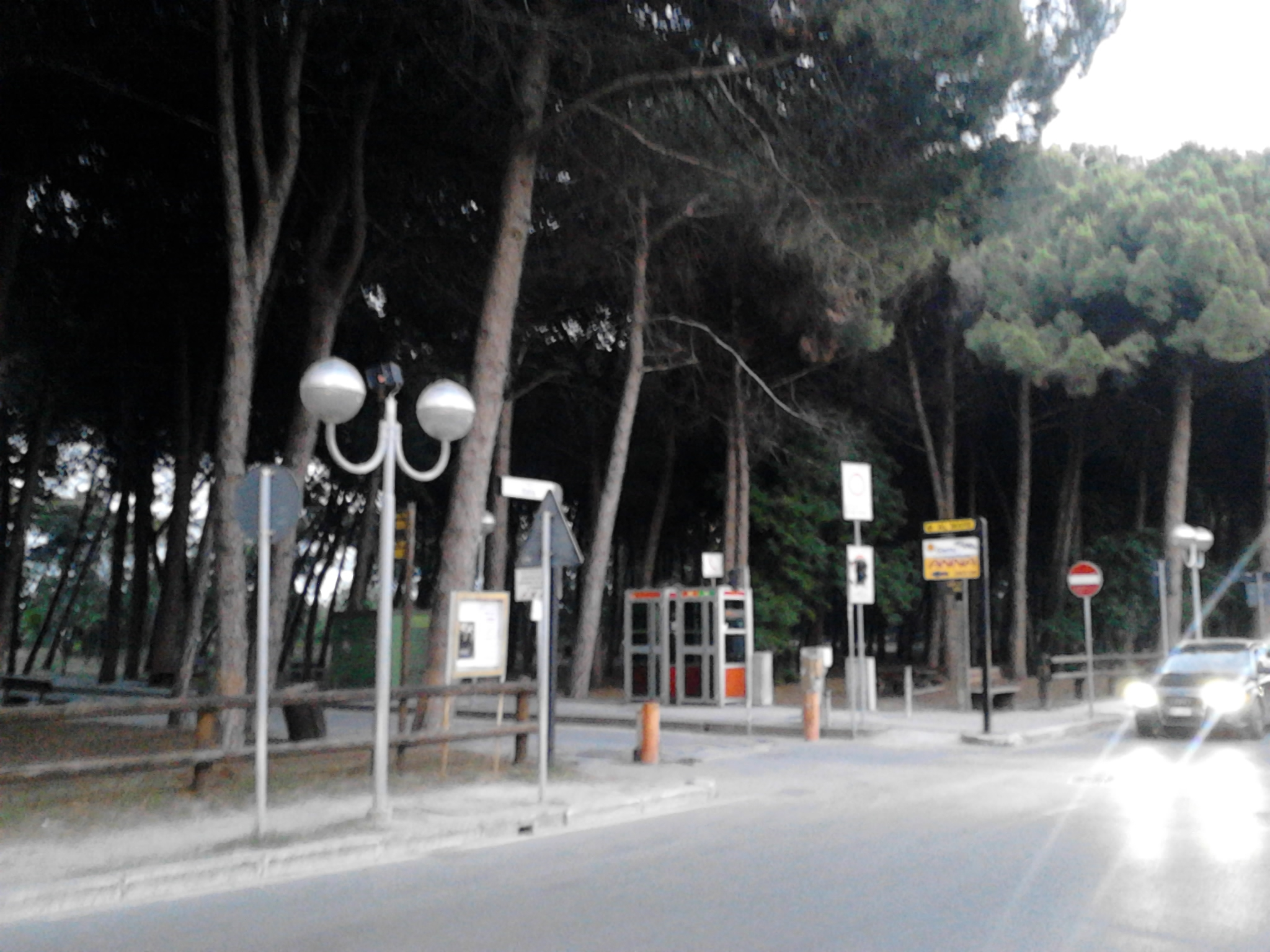
La pineta sul Viale Italia

Il nome Pinarella risale alla metà del Settecento e significa “piccola pineta”.
Nella parte sud del comune di Cervia si estendevano arenili di recente formazione, in una zona disabitata e in quel tratto di litorale, vennero piantati pini ed altre essenze arboree.
Già a partire dal 1765 una parte dell'area era fruttifera e poteva essere ceduta in affitto al Comune insieme alla pineta di Cervia. La vegetazione andò estendendosi fino alla zona dell'attuale località di Tagliata. 
Durante l'Ottocento però, sia per il bisogno di legna durante le rigide stagioni invernali, sia per le burrasche e per gli eventi bellici, la pineta si presentava incendiata e devastata. Inoltre nel 1825 si ebbe da parte del Comune di Cervia l'esigenza di incentivare le produzioni agricole, così nel 1843 la pineta si estinse. L'abbattimento venne motivato dall'esigenza di far fronte alla semidistruzione delle banchine del porto canale a seguito di violente burrasche, utilizzando gli alberi abbattuti per la ricostruzione e per ricavare risorse destinate a nuove opere pubbliche. Queste terre vennero quindi destinate ad attività agricole. La pineta verrà ripiantata nel Novecento, in una zona diversa dalla precedente.
Agli inizi del Novecento Pinarella era costituita da pochi nuclei familiari che vivevano in case sparse lungo il litorale, in uno scenario agricolo. In quel periodo non vi era distinzione tra Pinarella e Tagliata, ma si parlava di un'unica località che si estendeva da sud di Cervia fino ai confini col comune di Cesenatico.
Nel corso del Novecento si assiste ad uno sviluppo progressivo che porterà questa località alla grande trasformazione turistica nel secondo Dopoguerra, e in alcuni decenni la popolazione cresce sensibilmente, fino ai quasi 5 000 abitanti di oggi. In quel periodo sorgono colonie, alberghi e pensioni, case di vacanza, stabilimenti balneari, campeggi, attività commerciali.

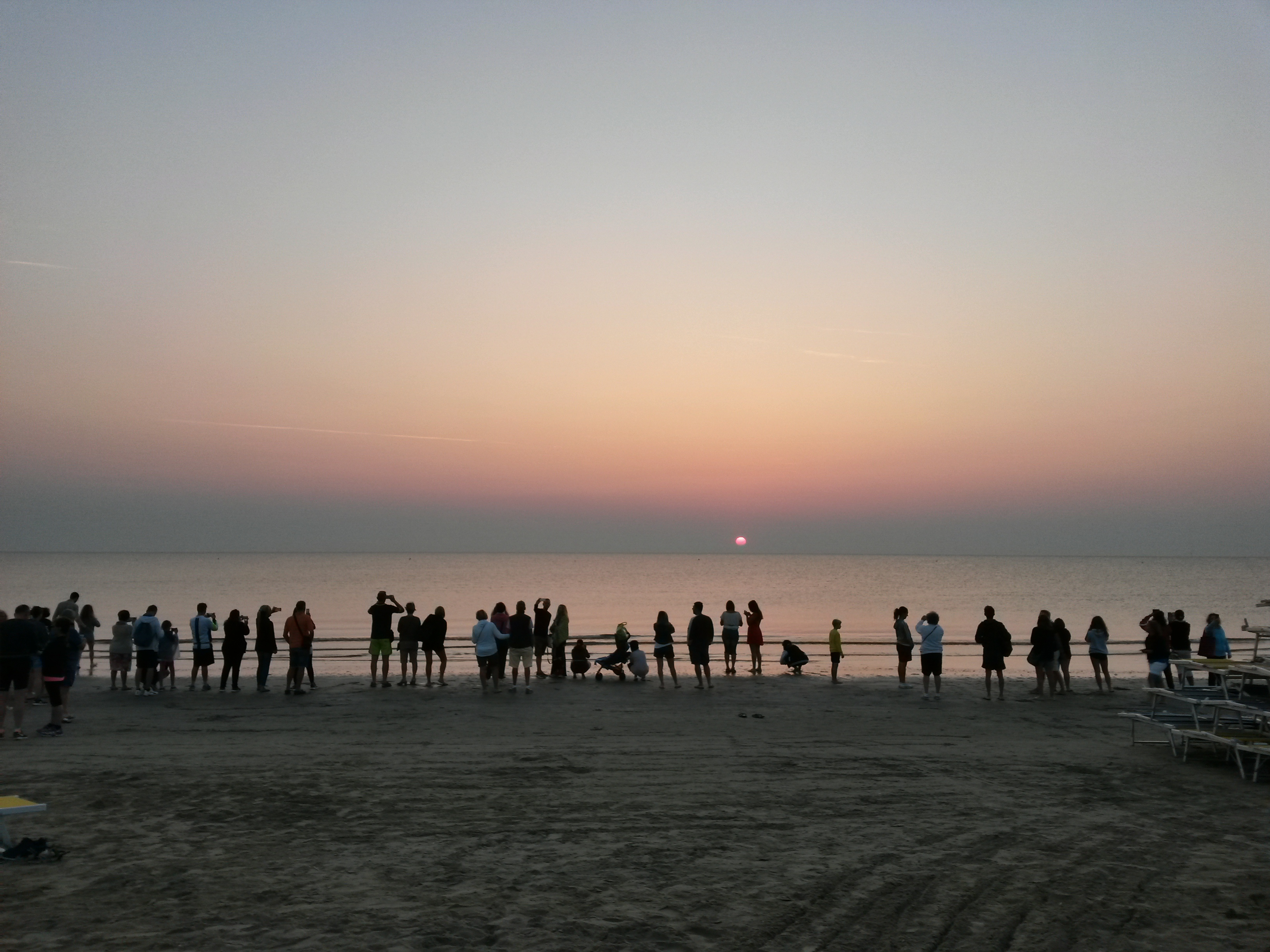
Albe musicali sulla spiaggia di Pinarella

Oggi Pinarella è dotata di 65 alberghi e 3 campeggi estivi. Le colonie si trovano concentrate nelle estremità settentrionale e meridionale della località e oggi, mentre qualcuna ha mantenuto la sua vocazione classica di casa vacanza per bambini/ragazzi, altre sono centri sportivi ricreativi o case per ferie destinate ad anziani o disabili e sono attive quasi solo nel periodo estivo. 
Purtroppo molte colonie sono tutt'oggi (2023) abbandonate, in special modo in via Abruzzi.
Come strutture ricettive prevalgono alberghi e appartamenti turistici.

## Monumenti e luoghi d'interesse

### La chiesa del Sacro Cuore
La parrocchia del Sacro Cuore di Gesù venne istituita nel 1958, ed ebbe come primo parroco don Lorenzo Rossato.
All'interno della chiesa su tutto lo sfondo dell'abside è presente un affresco che raffigura il Sacro Cuore di Gesù. Opera del pittore bresciano Vittorio Trainini, eseguito nel 1966, raffigura un Cristo che dona l'accoglienza al fedele appena entrato nella chiesa.
Gli altari laterali sono impreziositi da due mosaici, opera di Giuseppe Imbesi di Ravenna. A destra è la cappella dedicata alla Sacra Famiglia; a sinistra, quella dedicata a Sant'Antonio da Padova. Le formelle, opera di Severi Giuliano di Sassuolo, sono in scaiola-ceramica; la parrocchia ne ha volute dedicare una a monsignor Luigi Montanari, ex arciprete di Cervia, poi vicario generale di Ravenna, e due rispettivamente a Elodia Zoli e Teresina Ghiselli, due note catechiste.

### La pineta

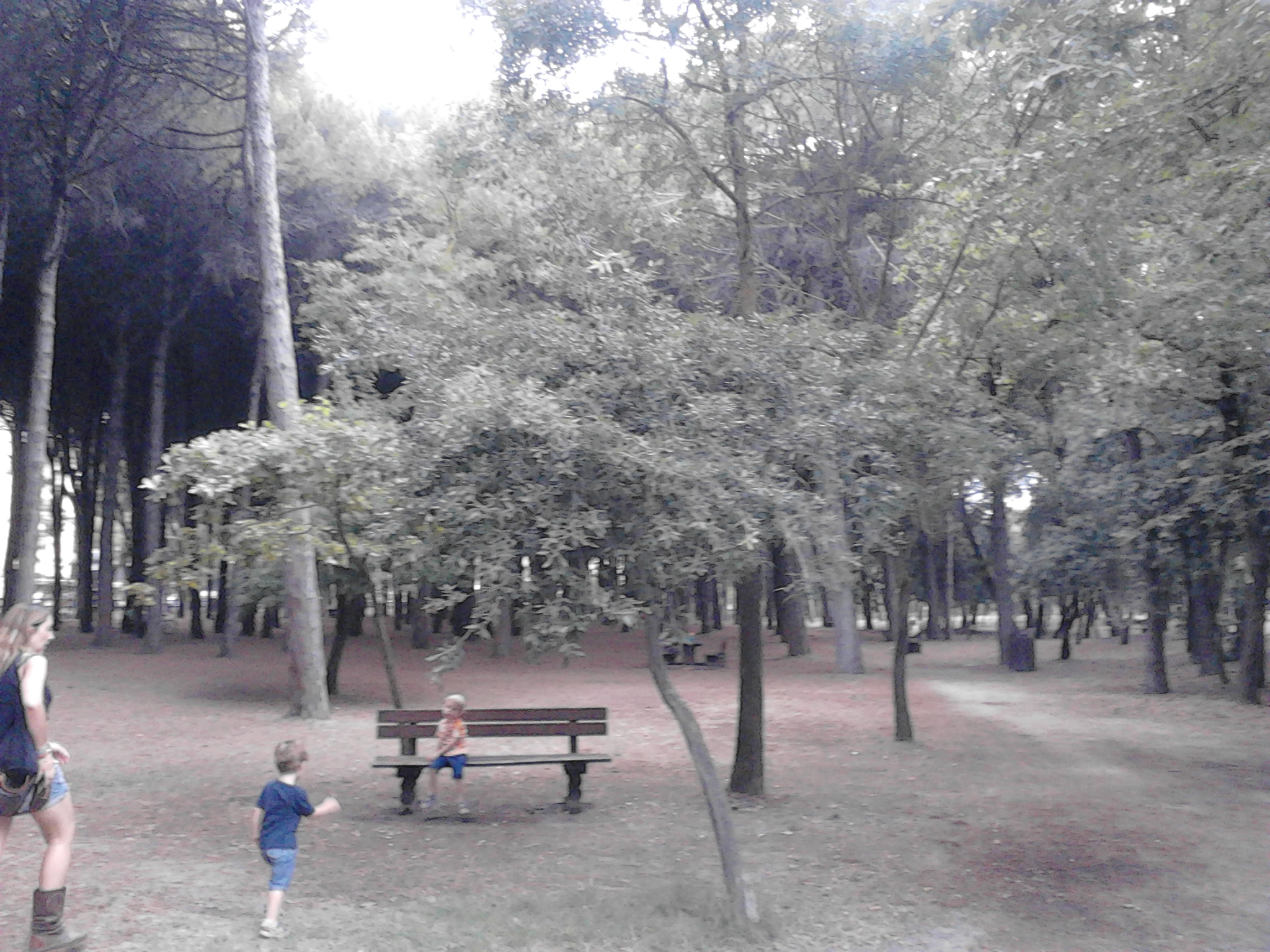
La pineta

La pineta si estende per circa 25 ettari e per la lunghezza di 3000 metri e una larghezza che varia dai 70 m ai 100 m.
È stata impiantata negli anni quaranta; negli anni cinquanta e nel secondo dopoguerra, con la formazione di cantieri di rimboschimento e la messa a dimora di nuovi pini, ha costituito uno sbocco occupazionale importante per le famiglie.
Le essenze arboree presenti sono prevalentemente pino marittimo (Pinus pinaster), nella fascia più vicina alla spiaggia, e pino domestico (Pinus pinea) nella parte interna, sono presenti anche alcuni esemplari di pino nero. Questa pineta è stata istituita Riserva Naturale con un decreto ministeriale del 1977.
Alcuni eventi meteorologici estremi avvenuti tra il 2009 e il 2017 ne hanno distrutto alcune parti, ma è stato avviato un progetto di rigenerazione piantando altri pini, ma anche querce e altre essenze.

## Cultura

### Eventi
La Fiera di San Giuseppe, con la tradizionale Sagra della Seppia, in marzo, segna l'inizio della stagione turistica e l'avvento della primavera. Vi si svolge la focarina e lo spettacolo di fuochi d'artificio.
Dal 2011 fra fine aprile e inizio maggio si svolge un festival internazionale di aquilonismo, sulla spiaggia, per circa 10 giorni (alcune edizioni si svolgono invece a fine settembre/inizio ottobre), in passato ospitato in località contigue (Cervia o Tagliata).

## Economia

### Il turismo

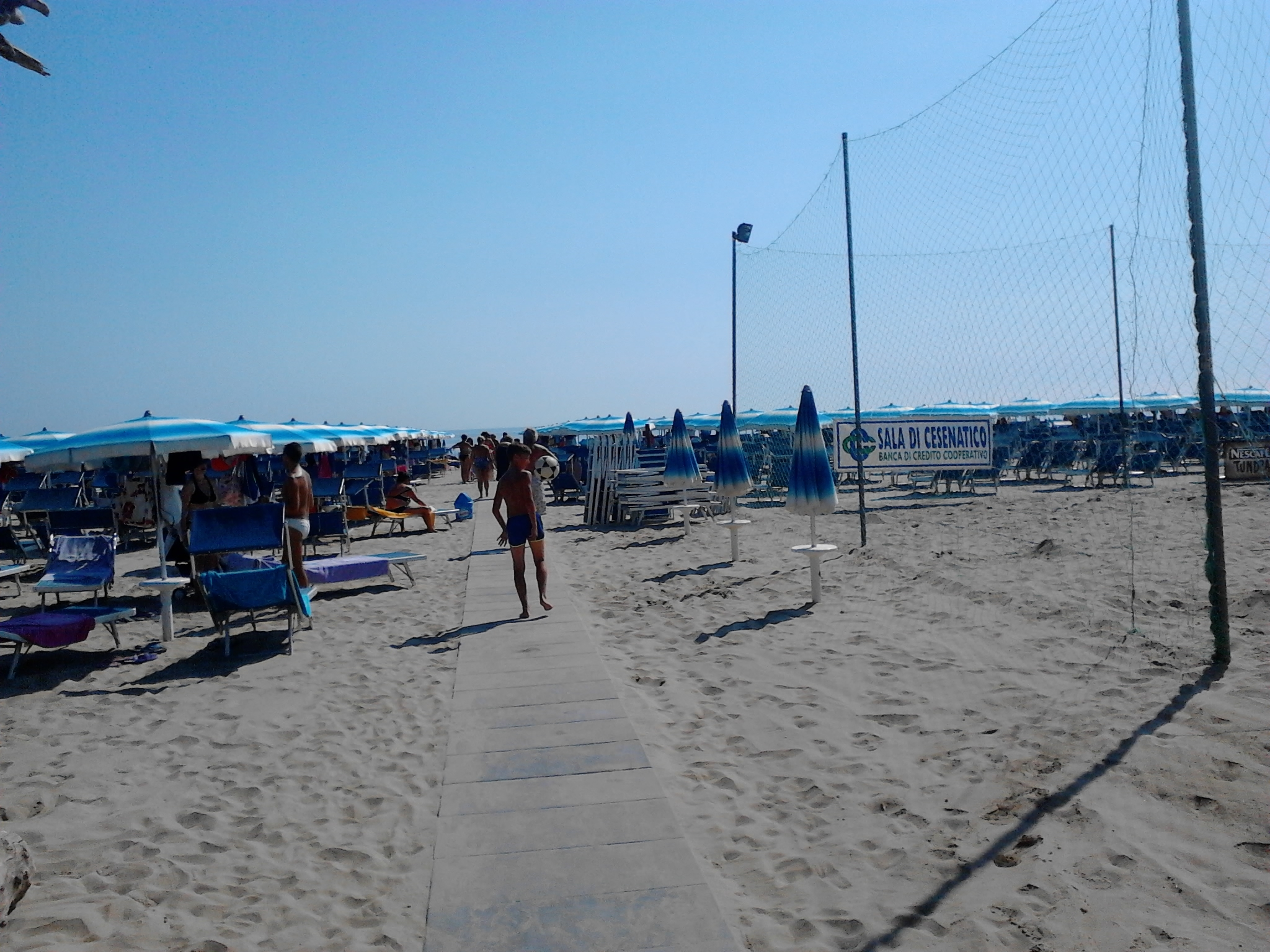
La spiaggia

L'attività turistica è favorita da un'ampia fascia di arenile, caratterizzata da sabbia finissima; una pianura litoranea. Con la crescita urbanistica si crea l'esigenza di collegare la fascia costiera di Pinarella con l'interno, soprattutto con la vicina Cesena. La crescita del turismo favorisce anche l'immigrazione. Nascono le prime piccole pensioni, alberghi e i primi appartamenti a destinazione turistica, i campeggi e si aprono stabilimenti balneari. Con l'esigenza di ampliare la rete commerciale, negli anni sessanta e settanta, si formerà il nuovo Centro Commerciale, e si amplia l'area di ristorazione e dei bar.

### Le colonie
Negli anni cinquanta e sessanta nella località di Pinarella e Tagliata vengono costruite decine di colonie (se ne contano 36), per ospitare bambini e ragazzi di enti locali, religiosi, privati e di aziende. 
Inizialmente erano nate per motivi terapeutici e filantropici, per diffondere la talassoterapia. In Italia erano già stati costruiti “ospizi marini” per bambini affetti dalla scrofola e da rachitismo, soprattutto tra Ottocento e Novecento, e l'incremento maggiore si ebbe nel secondo e nel terzo decennio del Novecento per opera del Partito Nazionale Fascista. Il regime utilizzava il soggiorno in queste colonie per la diffusione e l'ampliamento del consenso del pensiero fascista, grazie all'indottrinamento già dall'infanzia.
La diffusione era anche legata alla scelta delle grandi aziende di mandare i figli dei propri dipendenti in vacanza per turni di quindici giorni al mare o in montagna.
Nei decenni successivi l'utilizzo delle colonie al mare si è fortemente ridotto e molte strutture hanno cessato l'attività già dagli anni ottanta e novanta del Novecento.

## Sport
È presente una squadra di calcio, il Pinarella, militante in Seconda Categoria (Fallita, ora sostituita dal Junior Cervia militante in 3ª Categoria).
A Pinarella è inoltre presente una piscina da 25 metri con copertura apribile.